# Jamba
João Pereira, ismertebb nevén Jamba (Benguela, 1977. július 10. –) angolai válogatott labdarúgó.

## Pályafutása

### Klubcsapatban
1996 és 1997 között a  1º de Maio csapatában játszott. 1997-től 2007-ig az Aviaçãót erősítette, melynek tagjaként három bajnoki címet szerzett. 2007-ben a Petro Atlético, 2008 és 2010 között az Aviação játékosa volt.

### A válogatottban
1998 és 2009 között 58 mérkőzésen szerepelt az angolai válogatottban és 1 gólt szerzett. Részt vett a 2006-os és a 2008-as afrikai nemzetek kupáján, valamint a 2006-os világbajnokságon.

## Sikerei, díjai
AS Aviação
- Angolai bajnok (3): 2002, 2003, 2004